# Hugh Latimer

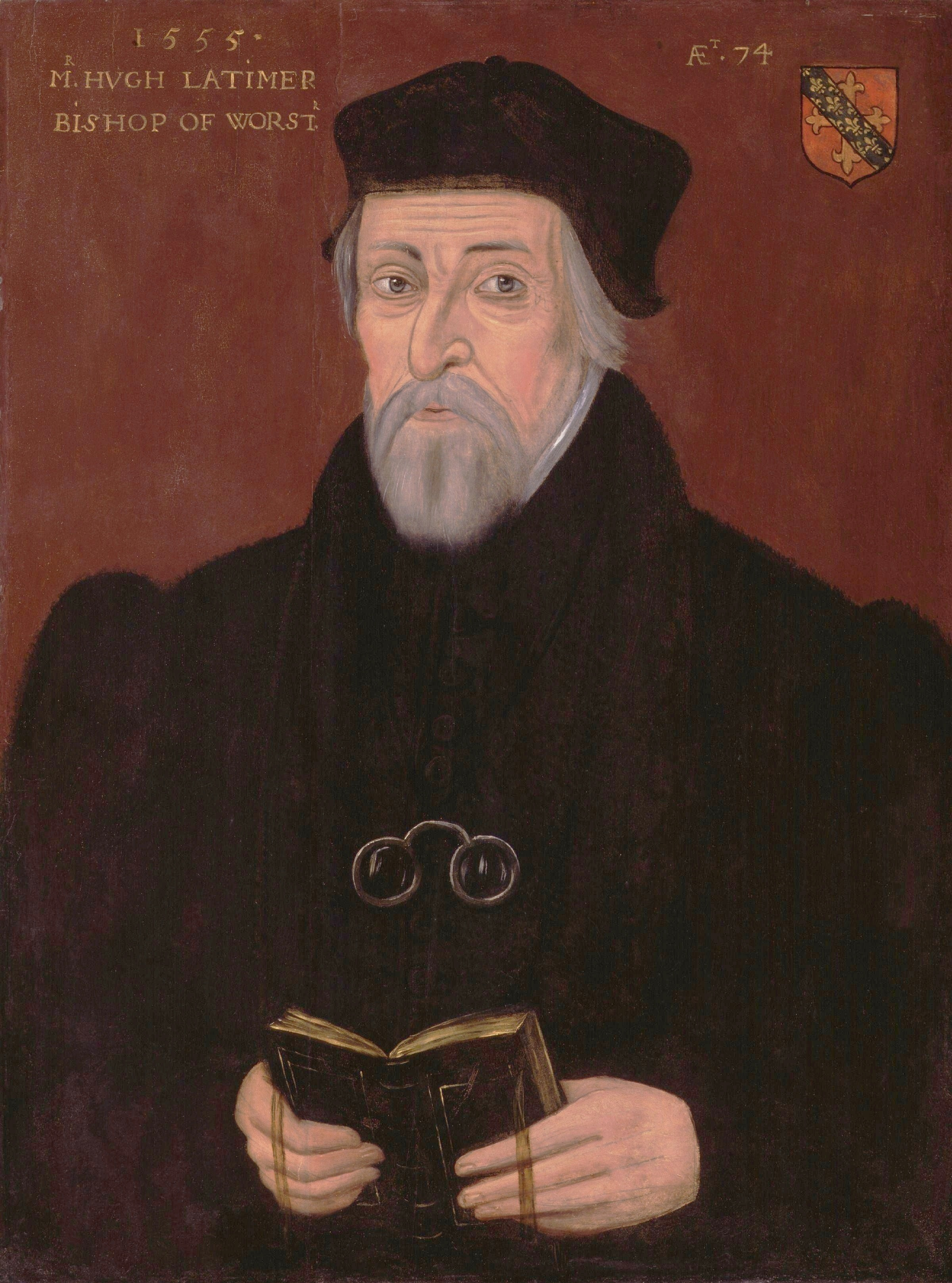
Hugh Latimer

Hugh Latimer (* ca. 1485/1492 in Thurcaston, Leicestershire; † 16. Oktober 1555 in Oxford) war Bischof von Worcester und ein anglikanischer Märtyrer.

## Leben
Latimer entstammte einer Bauernfamilie und besuchte ab dem 15. Lebensjahr das Christ’s College in Cambridge, wo er sich durch seine akademischen Leistungen einen guten Ruf erwarb. Nach seinem Abschluss und der Priesterweihe wurde er ein eifriger Priester. 1510 wurde er zum Fellow des Clare College (Cambridge) ernannt und 1522 Universitätsprediger. Zunächst orientierte sich seine Theologie an Erasmus von Rotterdam, aber ab Mitte der 1520er Jahre, nach seiner Begegnung mit Thomas Bilney, wandte er sich der Lehre von Martin Luther und der Reformation zu.
Bereits ab 1523 gab es für ihn Schwierigkeiten, zunächst aufgrund seiner Forderung nach einer autorisierten Bibelübersetzung, mit Kardinal Thomas Wolsey, dann 1524 durch seine Kartenpredigten (Sermons on the Card) in Cambridge, die skandalisiert wurden. Nach seinen Predigten am Hof und seiner Billigung der Scheidungspläne des Königs erhielt er 1531 die Pfarrei West Kineton in Wiltshire. Doch seine radikaler werdenden reformatorischen Positionen erregten mehr und mehr Anstoß, so dass nach dem sogenannten Predigtkrieg von Bristol sogar Thomas Cromwell eingreifen musste. Latimer musste vor der Konvokation zugeben, dass er geirrt hatte. Als jedoch Heinrich VIII. mit Rom brach, wurde er 1534 königlicher Kaplan und 1535 Bischof von Worcester, als der er nun in der Konvokation, im Oberhaus und in seiner Diözese die Reformation durchzusetzen versuchte. Unter anderem war er bei der Abfassung der sogenannten „Zehn Artikel“ und dem „Bishops’ Book“ beteiligt. 1539 überwarf er sich allerdings mit dem König, als dieser per Parlamentsgesetz in den sogenannten „Sechs Artikeln“ eine enge anglikanische Dogmatik verordnen wollte. Er legte das Bischofsamt nieder, worauf ihn der König im Tower of London verhaften ließ und ihn dann unter Predigtverbot, aber mit Pension aufs Land ziehen ließ.

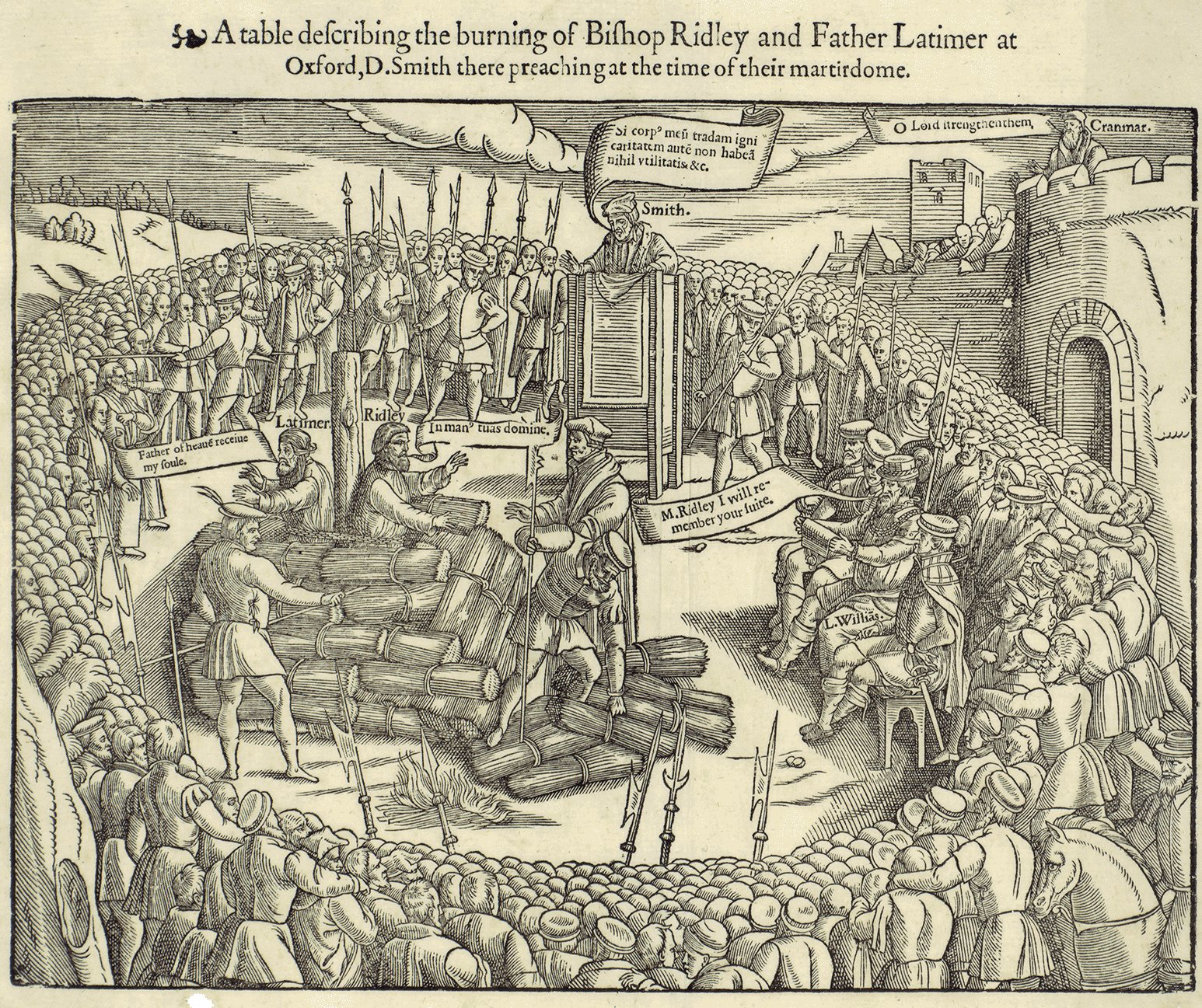
Die Hinrichtung von Nicholas Ridley und Hugh Latimer, aus: John Foxe, Foxe’s Book of Martyrs (1563)

1546 kam es kurzzeitig zur neuerlichen Haft. Als Eduard VI. anlässlich der Thronbesteigung eine Amnestie erließ, kam er wieder frei und das Unterhaus trug ihm sogar seinen Bischofssitz wieder an. Dies lehnte er jedoch ab und wirkte stattdessen erfolgreich als Hof- und Volksprediger. Besondere Bedeutung erlangte dabei seine Predigt „Sermon on the Plowers“, in der er die Predigttätigkeit selbst und damit auch sein Selbstverständnis thematisierte. Nachdem die streng katholische  Maria I. den Thron bestiegen hatte, wurde ihm 1555 ein Prozess in Oxford vor einer Theologenkommission gemacht. Er wurde zusammen mit Nicholas Ridley auf dem Scheiterhaufen verbrannt. Daher wird er von der anglikanischen Kirche als Märtyrer geehrt. Mit Ridley teilt er den Gedenktag des 16. Oktober. In der Episkopalkirche der Vereinigten Staaten von Amerika wird an diesem Tag auch Thomas Cranmers gedacht, der an der gleichen Stelle im März des Folgejahres hingerichtet wurde; in der Church of England hat Cranmer einen eigenen Gedenktag im März. Einige von Latimers letzten Worten galten Ridley und waren „Spielt den Mann, Meister Ridley; an diesem Tag werden wir mit Gottes Gnade eine solche Kerze in England anzünden, die niemals ausgehen möge!“

## Werke
- Oratio, apud totum Ecclesiaticorum conventum, … Winter, Basel 1537.
- The fyrste [bis … seventh] sermon of Mayster Hughe Latimer, whiche he preached before the Kynges Grace, wythin his graces palayce at Westmynster M. D. XLIX. the viii. of Marche [bzw. bis … xix. of April], hrsg. von Thomas Soame. Ihon Daye, and William Seres, London 1549
- A sermon of Master Latimer, preached at Stamford the. ix. day of October. Anno. M.ccccc. and fyftie. Ihon Daye, London 1550
- A moste faithfull sermo[n] preached before the Kynges most excelle[n]te Maiestye, and hys most honorable Councel, in his court at Westminster … Anno. Domi. M. D. L. (1550).  Iohn Day, London o. J. [1553]
- 27 sermons preached by the ryght Reuerende father in God and constant matir of Iesus Christe, Maister Hugh Latimer, as well such as in tymes past haue bene printed, as certayne other commyng to our handes of late, whych were yet neuer set forth in print. Faithfully perused [and] allowed accordying to the order appoynted in the Quenes Maiesties iniunctions. 1. Hys sermon Ad clerum.[1] 2. Hys fourth sermon vpon the plough.[2] 3. Hys. 7 sermons before kyng Edward.[3] 4. Hys sermon at Stamforde.[4] 5. Hys last sermon before kyng Edward.[5] 6. Hys. 7 sermons vpon the Lordes prayer.[6] 7. Hys other 9 sermons vpon certayne Gospels and Epistles,[7] mit Widmungsbrief To the right honorable, the Lady Katherine, Duches of Suffolke hrsg. von Augustine Bernher. John Day, London 1562 (online-Transkription der University of Michigan Library)
  - Fruitfull sermons. 2. Auflage John Day, London 1572 (und zahlreiche Nachdrucke; z. B. Valentine Sims, London 1596 (Google-Books))
- Sermons and Remains of Hugh Latimer. Hrsg. von George Elwes Corrie. Cambridge 1845
- Selected Sermons of Hugh Latimer. Hrsg. von Allan G. Chester. Charlottesville 1968